# Clark Fork
Clark Fork es una ciudad ubicada en el condado de Bonner en el estado estadounidense de Idaho. En el año 2010 tenía una población de 536 habitantes y una densidad poblacional de 214,4 personas por km².

## Geografía
Clark Fork se ubica en las coordenadas 48°8′50″N 116°10′42″O / 48.14722, -116.17833. Según la Oficina del Censo, la localidad tiene un área total de 2,5 km² (1 mi²), de la cual 2,5 km² (1 mi²) es tierra y 0 km² (0 mi²) (0.0%) es agua.

## Demografía
En el 2000 la renta per cápita promedia del hogar era de $22,031, y el ingreso promedio para una familia era de $28,472. En 2000 los hombres tenían un ingreso per cápita de $28,036 contra $21,042 para las mujeres. El ingreso per cápita para la localidad era de $13,979. Alrededor del 20.8% de la población estaba bajo el umbral de pobreza nacional.